# Rohinský uprchlický tábor Kutupalong
Rohinský uprchlický tábor Kutupalong (bengálsky কুতুপালং শরনার্থী শিবির) je největší uprchlický tábor na světě v distriktu Cox’s Bazar v Bangladéši, obývaný především rohinskými uprchlíky, kteří uprchli před etnickým a náboženským pronásledováním v sousedním Myanmaru. Je jedním ze dvou vládních uprchlických táborů v distriktu v Cox's Bazar, druhý je Nayapaře.
Uprchlický tábor UNHCR v Kutupalongu je podporován sedmi mezinárodními subjekty: vládami Evropské unie, USA, Kanady, Japonska, Finska, Švédska a nadací firmy IKEA.

## Pojmenování
Pod správu uprchlického tábora Kutupalong patří též provizorní přilehlé uprchlické tábory, které se objevily u vládou spravovaného uprchlického tábora, i když nejsou oficiálně jeho součástí. Provizorní tábory v Kutupalongu a okolní oblasti přijímaly uprchlíky, kteří v průběhu let prchali z Myanmaru. Na konci roku 2017 byly Kutupalong a okolní provizorní tábory v Ghumdumu, Balukhali, Thangkhali sloučeny kvůli nebývalému přílivu uprchlíků. Mezinárodní organizace pro migraci řídí tábory pod jménem Kutupalong–Balukhali.

## Historie
Tábor neformálně začal vznikat v roce 1991, kdy tisíce Rohingů uprchly před barmskou vojenskou operací Operation Pyi Thaya.
Uprchlické tábory Kutupalongu a Nayapariy měli celkově registrovaný počet 34 tisíc uprchlíků v červenci 2017. V září roku 2017 Úřad Vysokého komisaře organizace OSN pro uprchlíky (UNHCR) odhadoval, že celkový registrovaný počet obyvatel uprchlických táborů se zvýšil na více než 77 tisíc uprchlíků.
Dne 14. ledna 2018 byl celkový počet registrovaných uprchlíků 547 616 a uprchlický tábor Kutupalong byl největším uprchlickým táborem na světě, před uprchlickým táborem Dadaab v Keni, kde žilo 245 126 uprchlíků v dubnu 2017.
V listopadu 2017 podepsala vláda Bangladéše a Myanmaru dohodu o repatriaci rohinských uprchlíků. Generální tajemník Organizace spojených národů navštívil tábor 2. července 2018 s úředníky UNHCR, UNFPA a Světové banky – a přislíbil humanitární pomoc ve výši až 480 milionů amerických dolarů.
Reportéři časopisu Der Spiegel popsali své dojmy v roce 2018 následovně: „neúrodná krajina plná chatrčí na obzoru ... osídlení z plastových plachtovin a bambusových sloupů bez elektřiny nebo pevné kanalizace. A nad tímto molochem fičí monzun.“